# Stephan Blum
Stephan W. E. Blum (* 26. Januar 1970 in Calw) ist ein deutscher Archäologe.

## Leben
Er studierte Prähistorische Archäologie, Klassische Archäologie und Alte Geschichte an der Universität Tübingen. Seit 1997 ist er an der Universität Tübingen im Rahmen von Manfred Korfmanns Troia-Projekt in der türkischen Provinz Çanakkale beschäftigt. Im Jahr 2011 promovierte er zum Thema „Die ausgehende frühe und die beginnende mittlere Bronzezeit in Troia: Eine Analyse ausgewählter Befunde und Funde der Perioden Troia IV und Troia V“ bei Ernst Pernicka.
Blum arbeitet derzeit über die mittelchalkolithische Besiedlung der Troas.

## Schriften
- Işıklar. Ethnoarchäologische Untersuchungen zur Formation und Transformation archäologischer Siedlungskontexte, BAG-Verlag, Remshalden 2003, ISBN 978-3-935383-15-8
- Luftbilder antiker Landschaften und Stätten der Türkei (mit Rüstem Aslan und Frank Schweizer), Verlag Philipp von Zabern, Mainz 2007, ISBN 978-3-8053-3653-6
- Türkei: Städte und Regionen (mit Frank Schweizer), Komet Verlag ISBN 978-3-86941-045-6
- Byzanz – Konstantinopel – Istanbul (mit Rüstem Aslan und Frank Schweizer), Verlag Philipp von Zabern, Mainz 2010, ISBN 978-3-8053-4192-9
- Die ausgehende frühe und die beginnende mittlere Bronzezeit in Troia: Eine Analyse ausgewählter Befunde und Funde der Perioden Troia IV und Troia V, Verlag Philipp von Zabern, Darmstadt 2012, ISBN 978-3-8053-4613-9